# Rhodometra rosearia
Rhodometra rosearia är en fjärilsart som beskrevs av Treitschke 1828. Rhodometra rosearia ingår i släktet Rhodometra och familjen mätare. Inga underarter finns listade.